# 阮氏馬口魚
阮氏馬口魚（学名：Opsariichthys duchuunguyeni），又稱阮氏馬口鱲，為輻鰭魚綱鯉形目鲴科馬口魚属的其中一種。分布於亞洲越南北部Bang Giang河和Ky Cung河流域，本魚背鰭軟條10枚，臀鰭軟條12枚，脊椎骨40-41枚，體長可達7.3公分，棲息在礫石底質、流動快速且清澈的溪流底中層水域，生活習性不明。

## 扩展阅读
維基物種上的相關：阮氏馬口魚